# Moro (Kampung Alor)
Moro (Mouro) ist ein Stadtteil der osttimoresischen Landeshauptstadt Dili im Suco Kampung Alor (Verwaltungsamt Dom Aleixo, Gemeinde Dili).
Der Name des Stadtteils leitet sich vom portugiesischen „Mouro“ ab, was „Maure“ bedeutet. Kampung Alor war in der Kolonialzeit das Viertel der arabischstämmigen Bevölkerung in Dili.

## Geographie
Moro entspricht in etwa der Aldeia Rai Lacan, in der 486 Menschen im Jahr 2015 lebten. Der Stadtteil nimmt den Südwesten des Sucos Kampung Alor ein und reicht von der Travessa de Tuna Tasi im Norden bis zur Avenida Nicolau Lobato im Süden. Im Osten grenzt Moro an den Stadtteil Aitarac Laran, im Norden an den Stadtteil Karketu und im Westen an den Stadtteil Fatuhada. Drei Straßen bilden Achsen von Nord nach Süd: die Rua do Salmão, die Rua do Tubarão und die Rua da Campo Alor. Von der Rua da Campo Alor gehen drei Sackgassen ab: die Beco da Sardinha I, II und III.

## Einrichtungen
Im Osten von Moro befinden sich der Sitz des Sucos Kampung Alor und die medizinische Station Kampung Alor.